# 格兰德
格兰德是德国石勒苏益格－荷尔斯泰因州的一个市镇。总面积7.87平方公里，总人口681人，其中男性335人，女性346人（2011年12月31日），人口密度87人/平方公里。